# Organisation conjointe de coopération en matière d'armement
- États membres
- États participants

L'organisation conjointe de coopération en matière d'armement (OCCAr) est une organisation intergouvernementale en Europe visant à faciliter la gestion en collaboration de grands programmes d'armement. L'OCCAr rassemble en 2020 six pays membres : France, Allemagne, Royaume-Uni, Italie, Belgique et Espagne. La Finlande, la Lituanie, le Luxembourg, les Pays-Bas, la Pologne, la Suède et la Turquie sont associés à des programmes menés par l'OCCAr sans toutefois être membres de l'organisation,. L'Allemand Joachim Sucker est le Directeur de l'organisation depuis février 2023.

## Historique
Issue à l'origine d'une initiative franco-allemande, l'OCCAr a été créée le 12 novembre 1996 par la France, l'Allemagne, le Royaume-Uni et l'Italie. Tirant les conséquences de l'échec du rattachement de l'OCCAr à l'Union de l'Europe occidentale, les quatre pays partenaires ont ratifié une convention quadripartite le 9 septembre 1998 à Farnborough, en vue d'établir le statut juridique de l'organisation.
Cette convention est entrée en vigueur le 28 janvier 2001, par ratification. À cette date, l'OCCAr a acquis la personnalité juridique et est devenue capable de passer des contrats pour le compte des gouvernements parties prenantes à l'Organisation.
La Belgique a rejoint l'OCCAr le 27 mai 2003 et l'Espagne le 6 janvier 2005.
La Turquie participe au programme Airbus A400M géré par l'OCCAr, mais n'a pas demandé, pour l'instant, à devenir membre de l'OCCAr. L'Espagne avait participé à ce programme A400M avant de rejoindre l'organisation.

## Finalités, principes et fonctionnement
L'objectif de cette agence est de rationaliser la coopération en matière de conduite des programmes d'armement.
Les grands principes de cette organisation sont :
- la mise en place d'équipes intégrées transnationales et la mise en œuvre de méthodes performantes et modernes de conduite des programmes,
- la consolidation et le développement de la Base industrielle et technologique de défense (BITD) européenne,
- l'application globale du principe de « juste retour » industriel de manière pluriannuelle et sur plusieurs programmes,
- la préférence donnée, dans les décisions d'acquisition de matériels militaires, à des équipements développés avec la participation de membres de l'OCCAr dans le cadre de cette organisation.

L'OCCAr, dont le siège est à Bonn (Allemagne), est dirigée par un conseil de surveillance constitué des ministres de la Défense des États membres et dispose de bureaux à Paris, Toulouse, Rome, Séville et La Spezia. Elle travaille également en partenariat avec l'Agence européenne de défense (AED) et l'Agence de soutien et d'acquisition de l'OTAN (NSPA).
Elle emploie environ 300 personnes entre ses différentes antennes en Europe : Bonn et Hallbergmoos (Allemagne), Toulouse, Saint-Nazaire et Paris (France), Rome et La Spezia (Italie), Madrid et Séville (Espagne).

## Programmes
L'OCCAr gère les programmes d'armement suivants :
| Pays                                                                           | Programme                              | Description |
| ------------------------------------------------------------------------------ | -------------------------------------- | --- |
| - Allemagne - Belgique - Espagne - France - Luxembourg - Royaume-Uni - Turquie | A400M Atlas                            | Avion de transport militaire (tactique et stratégique) |
| - Allemagne - Royaume-Uni - Lituanie - Pays-Bas                                | Boxer                                  | Véhicule blindé multi-rôle (transport et appui terrestre) |
| - Allemagne - France - Royaume-Uni - Turquie                                   | COBRA (de)                             | Radar de contrebatterie (soutien à l'artillerie) |
| - Espagne - Finlande - France - Italie - Allemagne - Pologne - Suède           | European Secure Software-defined Radio | Logiciel sécurisé pour les communications radio |
| - France - Italie                                                              | FREMM                                  | Frégate furtive multi-missions (anti aérien, navire et sous-marin)                                                                                            |
| - France - Italie - Royaume-Uni                                                | FSAF et PAAMS                          | Système de missiles surface-air |
| - Italie - France                                                              | LSS,                                   | Navire de soutien polyvalent (ravitaillement, transport de marchandises, hôpital)                                                                             |
| - Allemagne - France - Italie - Espagne                                        | MALE RPAS                              | Drone multi-missions de renseignement, surveillance et reconnaissance à longue distance                                                                       |
| - France                                                                       | MAST-F                                 | Missile air-sol destiné au Tigre et prévu pour 2028 |
| - France - Royaume-Uni                                                         | MMCM                                   | Système de lutte contre les mines navales piloté à distance                                                                                                   |
| - Allemagne - Luxembourg - Norvège - Pays-Bas                                  | MMF                                    | Flotte multinationale d'avions ravitailleurs en vol Airbus A330 MRTT                                                                                          |
| - France - Italie                                                              | MUSIS                                  | Système d'imagerie spatiale (surveillance, reconnaissance et observation satellitaire)                                                                        |
| - Allemagne - Belgique                                                         | NVC                                    | Système de vision nocturne |
| - Italie                                                                       | PPA                                    | Navire de patrouille polyvalent (côtier et hauturier) |
| - Australie - Allemagne - Espagne - France                                     | Tigre                                  | Hélicoptère d'attaque (reconnaissance, anti-char et appui au sol)                                                                                             |
| - Italie                                                                       | U212 NFS                               | Sous-marins de type 212 améliorés |
| - France - Belgique                                                            | Véhicule blindé d'aide à l'engagement  | Véhicule blindé léger |
| - France - Belgique                                                            | Engin du génie de combat               | En 2025, le programme d’acquisition d’un engin du génie de combat au profit de la France et de la Belgique est lancé pour équiper ces armés à partir de 2031. |